# Sânnicolau Mare
Sânnicolau Mare (în germană Groß Sankt Nikolaus, Großsanktnikolaus, în maghiară Nagyszentmiklós, in sârbă Велики Семиклуш, în bulgara bănățeană Smikluš) este un oraș în județul Timiș, Banat, România. Aflat la 58 km nord-vest de Timișoara este și cel mai vestic oraș din România, fiind și al treilea oraș ca mărime din județ, după Timișoara și Lugoj. Este atestat documentar în anul 1247, în „Diplomele privilegiate regale”, însă existența lui vine din timpuri mult mai vechi. Este un oraș de graniță, situat la 6 km de frontiera cu Ungaria și 24 km de frontiera cu Serbia, pe cursul neregularizat al râului Mureș.
Sânnicolau Mare are o populație de 12.312 locuitori, cu o structură etnică diversă, specifică regiunii.
În perioada interbelică, Sânnicolaul Mare a fost capitala plășii cu același nume, Sânnicolaul Mare, din județul interbelic Timiș-Torontal.

## Geografie
Orașul este așezat în S-E Câmpiei Panonice in N-V Banatului, în câmpia joasă a Arancăi și pe malurile Canalului Aranca, un vechi curs al râului Mureș (în timpuri îndepărtate, acesta era navigabil) și care îi conferă orașului aspecte și fenomene asemănătoare marilor orașe așezate pe fluvii și râuri, dar la un nivel redus. Pe această vatră din cele mai vechi timpuri au existat condiții naturale prielnice și o configurație a terenului adecvate desfășurării de activități umane, fiind pe axa de circulație a Văii Mureșului, pe vechiul drum european Timișoara – Viena, și pe axa N –S, localitatea a devenit un centru nodal important în zona cea mai vestică a României. Așezarea sa îi conferă un potențial natural bogat, fiind la 5 km de Lunca și râul Mureș.

### Structura geologică
Bazinul Aranca face parte din punct de vedere geologic din Depresiunea Panonică formată prin scufundarea masivului Hercinic care se întindea între Carpații Meridionali și Dinarici. Geografic, face parte din unitatea de relief Câmpia Tisei ce s-a format prin colmatarea Lacului Panonic. Fiind o câmpie de acumulare are la bază sedimente ale Mărilor terțiare mai vechi, peste care s-au depus acelea ale Lacului Panonic, iar mai târziu aluviunile râurilor.

### Relieful
Câmpia Arancăi este situată în partea cea mai de vest a țării, între râul Mureș și Câmpia Jimboliei, fiind cea mai nouă și cea mai joasă câmpie mureșană. Teritoriul este amplasat în Câmpia Mureșlui care este o formă tipică de subsidență fluvio-lacustră, cu văi puțin adânci cu albii părăsite rezultate în urma regularizării cursurilor de apă și a desecării, având o latitudine cuprinsă între 80–85 m. Partea de nord este situată în fosta luncă a Mureșului, iar partea de sud în fosta luncă a vechiului pârău Aranca, astăzi regularizat și canalizat.

### Hidrografia
În zona Aranca, hidrografia este rezultatul acțiunii combinate ale factorilor climatici, hidrografici, morfologici și geologici. Morfologia terenului influențează adâncimea și drenajul apei freatice, factorii climatici și hidrografici influențează alimentarea, drenarea și variațiile nivelului apei freatice, iar factorul geologic determină existența stratului freatic și a straturilor acvifere de adâncime. Dintre acești factori, numai factorul climatic este considerat uniform pentru întreaga zonă, ceilalți factori fiind diferiți de la o zonă la alta. Astfel, condițiile de alimentare și drenare diferă în lunca Mureșului față de terasă și câmpie.
Colectorul principal al Câmpiei Aranca este Aranca, ce se varsă în Tisa. Canalul Aranca este instalat pe fostele albii ale Mureșului și dispune de un areal de divagare înainte de îndiguire. Izvorăște din lunca Mureșului, de la Felnac (unde începe digul Mureșului) și se varsă în Tisa.

### Flora și fauna
Activitățile umane au produs modificări majore în fizionomia covorului vegetal prin extinderea terenurilor agricole și diminuarea vegetației naturale. În Câmpia Arancăi se întâlnesc elemente de floră similare cu cele ale întregii Câmpii de Vest, dar aici apar mai multe specii (în Banat există circa 21.000 de specii reprezentând 2/3 din flora țării). Elementele din cadrul Câmpiei Aranca au diverse obârșii geografice precum: europene, euroasiatice, balcanice, mediteraneene și circumpolare.
În lunca canalului Aranca apar terenuri agricole, dar și pajiști mezofile: iarba câmpului (Agrostis tenius), coada vulpii (Alopicurus pratensis), firuța (Poa pratensis), păiușul de livadă (Festuca pratensis), specii de trefoi (Trifolium pratensis), lucernă sălbatică (Medicago arabica), iar dintre arbori: salcia (Salix alba), plopul (Populus nigra).

## Istorie

### Localitatea ca centru administrativ-teritorial
Așezarea s-a dezvoltat în strânsă legătură cu Morisena feudală (Cenad), aflată în imediata vecinătate.
În epocile paleolitic, neolitic, bronzului și fierului, localitatea era o simplă așezare, cu câteva case în zona Seliște. În perioada dacilor și romanilor localitatea a făcut parte din cetatea și orașul Morisena, care a îndeplinit rolul de centru administrativ al Banatului.
Între anii 380-453 e.n., localitatea se afla tot în componența cetății Morisena, care îndeplinea funcția de capitală a hunilor, fiind reședința lui Attila.
Din 840 până în 907, localitatea încă aparținea cetății Morisena, capitala principilor Glad, Claudius și respectiv Ahtum. Existența acestei localități se datorează faptului că era un avanpost de apărare al cetății, având la sud râul Aranca, lacul Galațca și mlaștinile create de Aranca, iar la nord spre Cenad era pădurea Zăbrani. Între anii 907-1025, localitatea s-a dezvoltat teritorial spre partea de nord, prin noi construcții civile și administrative.
În diplomele regale din 1217 și 1256, localitatea este menționată cu numele de Sân-Nicolau, după numele mănăstirii de aici care avea hramul „Sf. Nicolae”. Mai târziu a fost proprietate a episcopiei catolice de Cenad, fapt atestat de dijmele papale din anul 1334.
Începând cu anii 1241, cetatea și localitatea trec sub ocupație ungurească, aici stabilindu-se un centru administrativ pentru zona Banatului.
După trecerea popoarelor migratoare de tătari, mongoli și cumani între anii 1300-1551, cetatea Cenadului își mută o parte din atribuțiile sale în localitatea Sânnicolau Mare, care devine astfel cetate. Aceasta s-a datorat faptului că localitatea s-a înscris mult mai bine, la intersecția principalelor axe de comunicație nord-sud și est-vest, așezată fiind pe drumul european Timișoara-Budapesta-Viena.
După anul 1552, odată cu ocuparea Banatului de către turci, aceștia își mută reședința de prefectură în cetatea Cenadului, cu o garnizoană în localitate, unde aveau și o școală de ieniceri.
Cercetările arheologice au scos la iveală dovezi care atestă că vatra satului a fost locuită încă din epoca bronzului. Mai târziu, romanii au ridicat aici un castru. Din vremea voievodatului lui Glad, a fost descoperit aici (în 1799) un tezaur medieval timpuriu, compus din 23 de obiecte din aur, expus în prezent la Viena.

Piesă din Tezaurul de la Sânnicolau Mare expusă la Viena

În timpul Pașalâcului de Timișoara, la Sânnicolau Mare s-a ridicat o fortificație de pământ lângă așezarea civilă. Această cetate a fost dărâmată în 1701, în urma Păcii de la Karlowitz care prevedea dărâmarea ei ca una dintre condițiile pentru pace.
După trecerea Banatului sub administrație habsburgică, localitatea cunoaște o dezvoltare accelerată, devenind în 1724, oficiu administrativ erarial, apoi reședință de plasă. În 1787 primește privilegiul de a organiza târguri. Acest privilegiu este extins în 1837 când i se permite organizarea unei piețe săptămânale. În tot acest timp a cunoscut o deosebită evoluție economică, demografică și urbanistică. Localitatea a fost colonizată cu germani (șvabi). S-a dezvoltat și localitatea Sânnicolau German, încorporată mai târziu în oraș.
Un loc important în viața localității l-a jucat "Școala inferioară de agricultură", construită în 1799 de către contele Cristofor Naco, aromân la origine, și Gimnaziul de Stat, construit în 1894. 
Aici s-a născut în anul 1881 compozitorul Béla Bartók, tatăl său fiind director al școlii agricole, iar mama învățătoare. O importantă pierdere în fauna locală este dropia dispărută de prin anii 1978 -1980, localizată în zona balatan.
 Localitatea a îndeplinit mai multe funcții:
- 1717 - reședința districtului Cenad;
- 1724 - sediul Prefecturii erarhiale și sediul Trezoreriei militare a Banatului;
- 1765 - primește denumirea de district și devine reședință;
- 1787 - devine târg anual (primăvara, vara și toamna);
- 1778-1879 - localitatea aparținea de județul Cenad, iar apoi de județul Torontal;
- 1807-1820 - se mută sediul Prefecturii de la Becicherecul Mare;
- 1837 - devine târg săptămânal;
- 1849-1860 - aparținea de Voievodina;
- 1870-1918 - reședință de district, având în alcătuire 22 de comune;

### Colonizarea germanilor
În anul 1751, în urma ordinului emis de Curtea Imperială de la Viena, baronul Kempe trece la schimbarea și transformarea guvernământului specific militar în administrație civilă – provincială. În aceste împrejurări noi, Banatul va fi împărțit în 10 districte din care face parte și Cenadul cu localitatea Sânnicolau Mare. Primul președinte al administrației civile provinciale va fi contele Perlas Rialph, în perioada 1751 – 1768.
Datorită importanței militare a Banatului ca provincie de graniță și a sporirii veniturilor obținute din această provincie, autoritățile habsburge iau o serie de măsuri administrative, militare și culturale, prin „Planul de modernizare a Banatului”. Pentru aplicarea acestui plan, Casa imperială de la Viena a hotărât să colonizeze populație germană, care să contribuie într-o anumită măsură, la dezvoltarea economică a provinciei și a promovării religiei romano – catolice.
Între anii 1910 și 1941, localitatea este comună ce aparține de județul Torontal, precum și sediu de plasă. La 26.06.1942 devine oraș, ceea ce reprezintă oficial actul de naștere propriu-zis.
O ultimă perioadă, între anii 1951 și 1968, a fost reședință de raion, iar odată cu 1968 și până în prezent este oraș al județului Timiș, perioadă în care orașul se mărește teritorial prin dezvoltarea zonelor industriale din nord și sud.

#### Evoluția teritorială a localității
Evoluția suprafeței orașului și mai ales a caselor a început din perioada romanilor, atunci având o suprafață de 2-3 km2 pe locul numit Seliște și pe axa de comunicație Cenad-Timișoara-Sânnicolau Mare-Szeged, ce cuprindeau fortificații romane, precum și spre sud, în Sighet. Vechea vatră a localității este terenul numit astăzi Seliște, unde probabil era construită cetatea și mănăstirea Sfântul Nicolae (1246–1699).

## Climă
Prin poziția sa orașul se încadrează în condițiile climatului temperat–continental de tranziție cu predominarea maselor de aer maritim și a celor continentale de origine estică la care se adaugă masele de aer cald ce traversează Marea Mediterană și a unor mase de aer rece polar. Circulația vestică persistă atât în perioada rece cât și în perioada caldă a anului și se caracterizează prin ierni blânde cu precipitații lichide. Circulația polară este determinată de ciclonii din nordul Oceanului Atlantic și se caracterizează prin scăderi de temperatură, nebulozitate accentuată și precipitații sub formă de averse, iar iarna ninsorile sunt însoțite de intensificări ale vântului. Circulația tropicală determină ierni blânde și cantități însemnate de precipitații, iar vara o vreme instabilă cu averse și descărcări electrice.

## Demografie
Primele date exacte le avem: din 1880, referitor la etnii în ansamblul lor. În acest an Sânnicolau Mare avea cea mai mare pondere a populației de etnie germană 41,17 % cu un număr de 1782 persoane în Sânnicolau German față de 2805 în Sânnicolau Mare. Avem deci un total de 4462 germani după care urmează români 31,28 % (3.390 persoane), sârbi 11,39 %, maghiari 10,81% și 3,35 alte naționalități.
Componența etnică a orașului Sânnicolau Mare
     Români (68,04%)
     Maghiari (4,74%)
     Bulgari (2,76%)
     Sârbi (2,37%)
     Romi (1,83%)
     Germani (1,53%)
     Alte etnii (0,56%)
     Necunoscută (18,16%)
Componența confesională a orașului Sânnicolau Mare
     Ortodocși (55,26%)
     Romano-catolici (14,16%)
     Penticostali (5,11%)
     Ortodocși sârbi (1,82%)
     Greco-catolici (1,46%)
     Alte religii (3,16%)
     Necunoscută (19,03%)
Conform recensământului efectuat în 2021, populația orașului Sânnicolau Mare se ridică la 10.627 de locuitori, în scădere față de recensământul anterior din 2011, când fuseseră înregistrați 12.312 locuitori. Majoritatea locuitorilor sunt români (68,04%), cu minorități de maghiari (4,74%), bulgari (2,76%), sârbi (2,37%), romi (1,83%) și germani (1,53%), iar pentru 18,16% nu se cunoaște apartenența etnică. Din punct de vedere confesional, majoritatea locuitorilor sunt ortodocși (55,26%), cu minorități de romano-catolici (14,16%), penticostali (5,11%), ortodocși sârbi (1,82%) și greco-catolici (1,46%), iar pentru 19,03% nu se cunoaște apartenența confesională.
030006000900012.00015.0001948195619661977199220022011populațiePopulația istorică din Sânnicolau Mare
Date: Recensăminte sau birourile de statistică - grafică realizată de Wikipedia

## Viața religioasă

### Parohia ortodoxă română
În registrul pentru plata zecimilor papale de la Episcopia Cenadului, la 1333, figurează și Parohia ortodoxă San Nicolau, fapt susținut și de Schreyer, în lucrarea sa, care spune că episcopia catolică s-a înființat de abia după venirea germanilor, în 1767. La venirea turcilor biserica din cărămidă arsă a fost transformată în moschee. Imigrarea sârbilor și apoi a grecilor în localitate face ca aceștia să intre în comunitatea religioasă a românilor, iar după 1733, se înființează și o parohie sârbească, alături de cea românească.
După dărâmarea vechii biserici, între anii 1783-1787, se construiește o biserică mai mare, care să cuprindă toți credincioșii celor trei etnii ortodoxe. Neînțelegerile dintre sârbi și români au luat amploare, ajungându-se ,,ca slujbele să se țină într-o duminică în românește, iar în alta în sârbește și fiecare cu preoții săi". Situația devine critică între credincioșii români și sârbi, rezolvarea făcându-se pe cale juridică, după lungi procese la Timișoara și Budapesta. În jurul anilor 1900 românii ies definitiv din biserică, aceasta rămânând a sârbilor. În anul 1903 se termină construcția bisericii ortodoxe române, aflată la intersecția străzilor Calea lui Traian și A. Șaguna. Începând cu anul 2000 în oraș s-a înființat Protopopiatul Ortodox ce are în subordine bisericile din partea de vest a Banatului. Numărul ortodocșilor în anul 2002 era de 8.974 credincioși.

### Parohia greco-catolică
Această parohie ia ființă în anul 1846, când patruzeci de familii de români au fost trecute la catolicism. Până la construirea bisericii, în anul 1902, credincioșii își aveau lăcașul de cult într-o casă apropiată de locul actual al bisericii. Biserica a fost sfințită, în anul 1902, și și-a continuat activitatea până în anul 1948, când cultul greco-catolic se unește forțat cu cel ortodox. Acest lucru nu durează decât până în anul 1990, când se despart din nou. La ora actuală parohia greco-catolică numără doar 310 credincioși.

### Parohia romano-catolică
Aceasta ia ființă între anii 1818-1824, până atunci aparținând de Parohia Cenad și avea ca și credincioși pe germanii șvabi colonizați. Întrucât Comuna Germană a fost deja constituită, contele Nako construiește, în anul 1824, Biserica romano-catolică, la care se alătură pe lângă credincioșii germani și maghiarii, precum și alte naționalități. Până la construirea bisericii slujbele se țineau într-o capelă, așezată în mijlocul Comunei Germane, pe strada Sauerlander Gasse (Nufărului).
Biserica romano-catolică este una dintre cele mai impunătoare biserici din oraș, putând să fie declarată, ca și biserica sârbească, monument istoric. În prezent, parohia are un număr de 2.673 de credincioși (germani, maghiari, bulgari).

### Parohia ortodoxă sârbă
În anul 1773 se înființează parohia sârbă, iar după construirea bisericii, în 1787, devine proprietatea sârbilor prin preluarea acesteia pe cale juridică. Parohia ortodoxă sârbă, construită în anul 1733, a fost înființată de patriarhul Cernejovici, în anul 1717, în Sânnicolau Mare. Biserica se află în Piața 1 Mai, fiind o biserică impunătoare, cu aspect de catedrală. Parohia are un număr de 452 de credincioși.

### Biserica reformată
După ce habsburgii acordă cultului reformat, protestant, luteran și evanghelic, liberă execuție, se permite imigrarea în localitate a ungurilor reformați. În anul 1787 se așază în localitate prima familie maghiară protestantă (Matei Kalafon), care la început au aparținut de parohia Nădlag. În urma aprobării de către conducere și cu ajutorul contelui Nako, credincioșii reformați au zidit între anii 1814-1815 o casă de rugăciuni și școală maghiară, iar în 1824 primesc și loc de cimitir.
Biserica de azi, de pe strada Gh. Șincai, a fost construită între anii 1912-1913, de arhitectul Graf din Sânnicolau Mare, în stil gotic, combinat cu cel baroc, după modelul bisericii din Hangos (localitate în Ungaria). Biserica are un număr de șase credincioși evanghelici-luterani și cinci evanghelici.

### Comunitatea și sinagoga evreiască
Despre întemeierea comunității evreiești în Sânnicolau Mare nu sunt date sigure. La 1780 contele Nako le-a dat loc de cimitir, iar în 1794 și-au zidit sinagoga din resurse proprii, înlocuind-o pe cea veche cu una nouă, care era un adevărat monument de artă.
Comunitatea evreiască are înființată ,,Reuniunea Sfântă’’ numită Chevra Kadisa. Numărul credincioșilor se ridica la 280. Templul izraelit se afla la cimitirul din Bugeac, iar sinagoga se afla la intersecția străzilor A. Mureșan cu A. Șaguna, ambele fiind dărâmate pe timpul războiului. În localitate nu mai există nici un evreu, însă urmașii celor care au trăit aici vor să ridice o sinagogă pe vechiul loc.
În urma recensământului, în localitate sunt 91 de credincioși baptiști, 632 de credincioși penticostali, 38 de credincioși adventiști, iar nedeclarați mai sunt sectele martorii lui Iehova, pocăiți după evanghelie și sâmbătari.

### Cimitirele și sărbătorile religioase
Orașul are un număr de șapte cimitire, repartizate astfel: cimitirul ortodox, de pe strada Mărășești, cimitirul catolic german, de pe strada Vânătorilor, cimitirul catolic maghiar, de pe strada Stadionului, cimitirul evanghelic, de pe strada Gării, cimitirul ortodox sârb, de pe strada Stadionului, cimitirul evreiesc, în Bugeac și cimitirul de pe drumul Timișoarei.
Viața confesională în oraș se manifestă conform tradiției fiecărei biserici, existând respectul pentru toate activitățile religioase, indiferent de religie și etnie. Orașul are ca sărbători religioase: Ziua Eroilor, Hramul bisericii Sfânta Maria, Kirwaiul german, Faschingul (venirea primaverii), Sfântul Nicolae.

## Învățământ
În prezent situația învățământului primar, gimnazial și liceal se prezintă astfel:
- Liceul teoretic
- Liceul tehnologic
- Școala generală Nr.1, care cuprinde și școala cu clasele I-IV (Str.Calea lui Traian, Nr.1).
- Școala generală Nr. 2 (Str. Petru Maior), cu două edificii:,

### Cultură
După 1990, formele culturale impuse se dizolvă, iar în locul lor, au început să apară și alte forme culturale, cerute de noua societate capitalistă, cu economie de piață.
La ora actuală în oraș există următoarele forme asociative socio-culturale:
- Ansabluri de dansuri populare sârbești, românești, germane și maghiare;
- Asociația Pro Bartok;
- Palatul Copiilor;
- Casa de Cultură Sânnicolau Mare
- Muzeu Sânnicolau Mare
- Biblioteca  Sânnicolau Mare
- Cercul de artă și pictură;
- Forul german;
- Formația de tamburași - a sârbilor,
- Clubul sârbilor;
- Formații de muzică ușoară;
- Grupul literar „Necuvântul” al elevilor de liceu,
- Filiala Casei Malteze;
- Filiala veteranilor de război;
- Filiala deportaților în Bărăgan;
- Asociația Transfrontaliera Pro Dezvoltare;
- Filiala Ligii Dreptății Împotriva Corupției și Abuzurilor din România.

### Muzică
Localitatea Sânnicolau Mare, de-a lungul vremii, a dat expresie concentrată valorilor care se manifestau în acest spațiu multi-etnic și a impulsionat potențialul creator al locuitorilor receptivi cerințelor civilzației. În acest context, locuitorii așezării și-au respectat obiceiurile tradiționale, ritualurile cu caracter religios, evocând faptele de vitejie, de dragoste și dor, prin cântecele sale corale și lăutărești.
Activitatea corului Doina se desfășoară prin acțiuni și activități benefice orașului.  Între anii 1947-1957 corul Doina și-a desfășurat activitatea în localitățile din raionul Sânnicolau Mare. Prin inițiativa inimoșilor coriști și dirijori, la 20 mai 1958, corul Doina a sărbătorit 100 de ani de existență. Cu ocazia centenarului corul Doina a fost decorat prin Decretul-lege Nr.472/1958, conferindui-se „Ordinul Muncii clasa a II-a”, ca o răsplată a muncii acestor oameni minunați, care au dus faima orașului. În perioada 1958-2003 corul Doina participă la diferite festivaluri, concursuri și spectacole în țară și în străinătate, obținând premii, admirație și faimă unui minunat orășel.
În toamna anului 1920 taraful babaliștilor se reorganizează și își continuă activitatea împărțit în două tarafuri: Taraful Nr.1 – cânta la jocul paorilor(bogătașilor); Taraful Nr.2 – cânta la jocul săracilor.
Căntecele executate de A. Lipovan, acompaniat la pian de francezul Jerome, au emoționat auditorii până la lacrimi, cântând în limba maghiară și italiană în orașul Saint Louis. Banii strânși, omul, de mare probitate morală, îi donează pentru sinistrații din Mesina (Italia), după erupția vulcanului Etna. În 1911, la inaugurarea noii sinagogi (Str.Mureșan), la care participă și rabinul din Seghedin, Lipovan cântă în limba ebraică, încântând auditoriul. Pentru a ajunge în America, la chemarea sănmiclăușenilor, A. Lipovan trece frontiera clandestin și ajunge la Hamburg, unde se îmbarcă pentru New York, fiind primit de o delegație de 200 de români americani. Presa din Saint Paul a descris ziua de 12 august 1913, ziua în care a fost primit A. Lipovan, ca o zi de sărbătoare, denumindu-l „ omul de briliante” și „maestru de cor din țara veche”. În America Lipovan a organizat 4 coruri, în orașele Saint Paul, Saint Louis, Chicago și Philadelphia.

### Presa, mass-media și literatura
În localitate există tradiție privind modul de exprimare prin mass media, aici născându-se în anul 1853 prima femeie jurnalistă din Banat și Ardeal, Emilia Lungu-Puhallo. În perioada 1873-1890, a apărut revista de specialitate „Apicultorul”, fiind prima de acest gen din țară, sub conducerea lui Damian Petrovici.
Sub redacția lui Schreyer Victor, în anul 1879, apare primul ziar local „Nagy Sent Miklos Kolony ” și în 1882, apare primul ziar german „Südungarisches Volksblatt”, care a fost editat de prima tipografie din oraș, aparținând lui Nathanael Wiener. Prin intermediul profesorului Teodor Bucurescu, apare în 1921 gazeta săptămânală „Primăvara”, cu 2000 de exemplare pe săptămână, prin care expune realitățile localității și aspirațiile locuitoriilor, iar din 1923 se editează și calendarul „Primăvara”. După 1990 s-a încercat editarea din nou a ziarului „Primăvara” de către primăria orașului, dar, din lipsă de fonduri, nu a mai fost editat; începând cu anul 2000, în oraș apare numai Buletinul Informativ al Primăriei, mai sunt editate reviste de uz intern la liceu, „Necuvântul”, și la Școala Generală nr.1, „Lumea Noastră”. În perioada 1898-1902 avocatul Schreyer Victor a scris Monografia localității "Istoria tradițională a Sânnicolaului Mare", iar în 1934, preotul Gheorghe Cotoșman a scris „Din trecutul Bănatului” – Comuna și Bisericile din Sânnicolau Mare.
Profesorul (director) Eftimie Sarafoleanu a scris Monografia Sânnicolaului Mare (1938), dar încă nu se cunoaște existența ei. A mai scris și sonete de teatru pentru copii. Poeți care s-au format la cenaclul literar înființat în 1970, cu poezii publicate în reviste, ziare și volume, sunt: prof. Turcu Marcel, Deatcu Ion – tehnician veterinar, Wagner Eduard – ziarist, prof. Cioncaș Ioana, prof. și ziarist Marcel Tolcea, prof. și ziarist prozator – Bulza Teodor, prof. Samoilă, publicist și scriitor.

### Tipografii, librării, biblioteci și filatelie
În perioada interbelică au existat tipografiile Petre Muckstein și Ștefan Kolonits. Prima legătorie de cărți și prima tipografie, aparținând lui Wierner Natahail, apare în anul 1882. În anul 1877 apare prima librărie ,,Primăvara’’, iar din 1923 Friss Eugen și Wieuwe Nathan Fii. La începutul secolului trecut castelul Nako avea o bibliotecă de peste 5.000 de volume, iar Școala Agricolă peste 6.000 de volume. În anul 1902 se înființează Biblioteca Intelectualilor cu peste 400 de volume și în 1907 Biblioteca Muncitorilor, ca mai apoi să se unească și să funcționeze lângă casină. În 1936 se înființează Biblioteca Astra cu 890 de volume și din 1944 se va uni cu biblioteca casină.
Biblioteca orașului trece în anul 1947 la Căminul Cultural, iar între anii 1951-1967 se transformă în Bibliotecă raională. Începând cu 1968 se transformă în Bibliotecă Orășenească cu peste 24.254 de volume și un depozit de 33.358 de volume. În anul 1971, existau trei biblioteci școlare cu peste 25.000 de volume, iar în prezent există patru biblioteci școlare. 

## Economie

### Comerțul
Comerțul definește evoluția vieții economice și sociale și constituie barometrul dezvoltării societății în fiecare etapă istorică. Localitatea Sânnicolau Mare fiind așezată într-o câmpie deluroasă, bogată în resurse agricole, cu oameni pricepuți în arta meșteșugurilor, pe calea strategică și comercială a văii Mureșului dintre Transilvania, Banat și centrul Europei Centrale, este situată în aria europeană a schimburilor de mărfuri și valori spirituale.
Economia orașului a cunoscut în ultimii ani o inversiune de tendință, datorată poziției strategice la limita vestică țării, fapt care a atras o serie de investitori importanți. Cele mai mari companii sunt compania austriacă Delphi Packard Electric (cablaje electrice pentru componentele auto ale mașinilor fabricate de grupuri internaționale), cu peste 4.300 de angajați, și compania italiană Zoppas Industries (rezistențe electrice) cu peste 2.500 de angajați. Datorită cererii mari de forță de muncă polul industrial astfel creat asigură locuri de muncă și localităților înconjurătoare.

### Infrastructură

#### Rutier
Orașul este conectat la rețeaua de drumuri naționale a României prin drumul național 6 și drumul național 59C, fiind străbătut și de drumul județean 59F, ce asigură legătură rutieră directă cu punctul de frontieră Beba Veche la Triplex Confinium.

#### Feroviar
Sânnicolau Mare este conectat la rețeaua feroviară a Căilor Ferate Române prin magistrala CFR 218 Timișoara–Cenad, care leagă municipiul Timișoara de vestul județului Timiș, la punctul de frontieră cu Ungaria, Cenad.
Orașul are două gări:
- 1. Gara Mare, la sud, cu rampe de încărcare și descărcare, fiind și nod de cale ferată, cu patru direcții
- 2. Gara Mică, la nord (haltă), asigură descărcarea și încărcarea de la FNC și Baza de recepție a produselor agricole, pentru Depozitul Peco

## Turismul

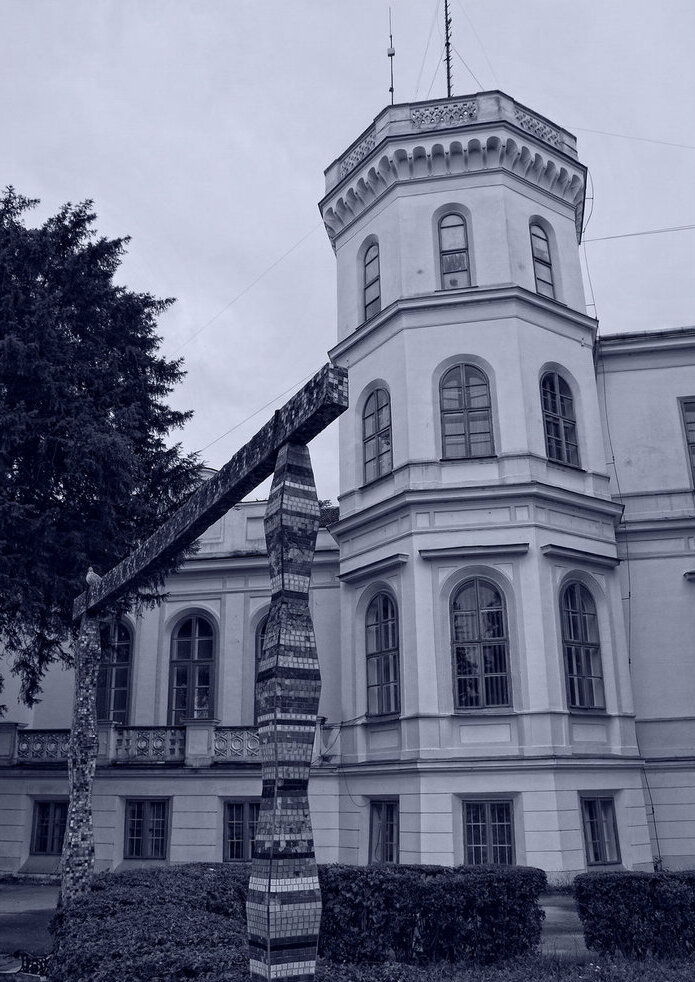
Castelul Nakó restaurat

Principalele puncte turistice ale orașului sunt:
Muzee:
- Muzeul Orașului;
- Muzeul Memorial „Béla Bártok”
- Casa comemorativă Bela Bartok

#### Monumente istorice

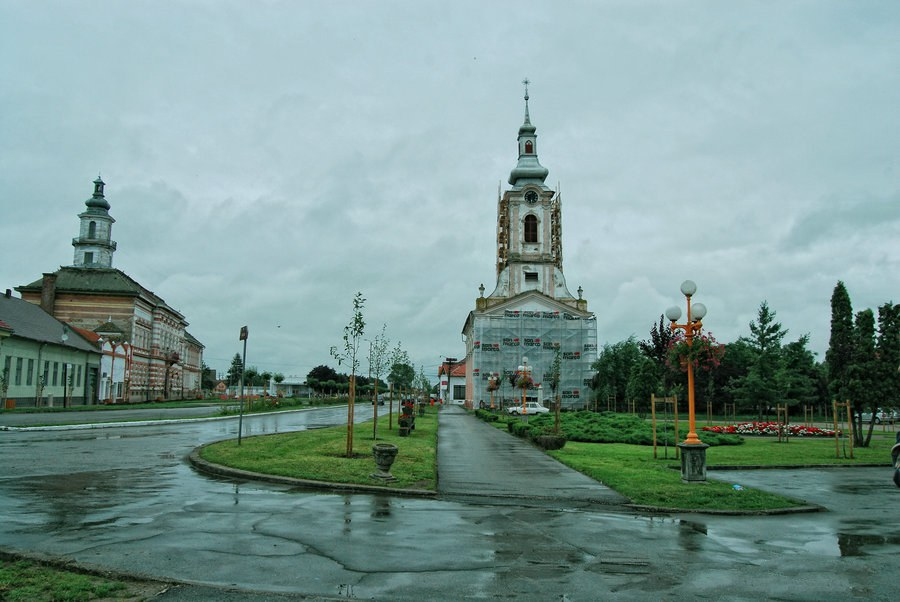
Biserica sârbească

- Castelul Nakó, construit în anul 1864 de Contele Nacu
- Prima școală de Agricultură din țară (str. V. Babeș);
- Statuia Sf. Ioan Nepomuk (1757) in curtea Bisericii Catolice;
- Piatra comemorativă pe locul Comorii (1881), str. Comorii;
- Casa comemorativă și bustul lui Bela Bartok;
- Bustul lui M. Eminescu 11.10. 1925 în fața Primăriei;
- Monumentul eroilor din Primul Război Mondial (în curtea Bisericii Ortodoxe);
- Monumentul Eroilor din al II – lea Război Mondial (Cimitir Mărășești);
- Monumentul ostașilor sovietici (curtea Bisericii Sârbești și Cimitirul Chindărești);
- Monumentul Eroilor Revoluției 1989 (în fața școlii Gen Nr. 1);
- „Viile” la 500 m de localitate – așezare din epoca bronzului;
- „Seliște” la 1 km E de localitate – așezare medievală timpurie;
- Biserica ortodoxă romănă (1898 - 1903) str. Calea lui Traian;
- Biserica Sârbească “Adormirea Maicii Domnului” (1783 - 1787), str. Republicii;
- Biserica Romano Catolică (1824)str. 30 Decembrie;
- Biserica Reformată (1913) str. Gh. Șincai;

#### Monumente ale naturii
- Floarea de colț se găsește în grădinile unor cetățeni. A fost adusă de Romulus Popes și Traian Sarafolean.

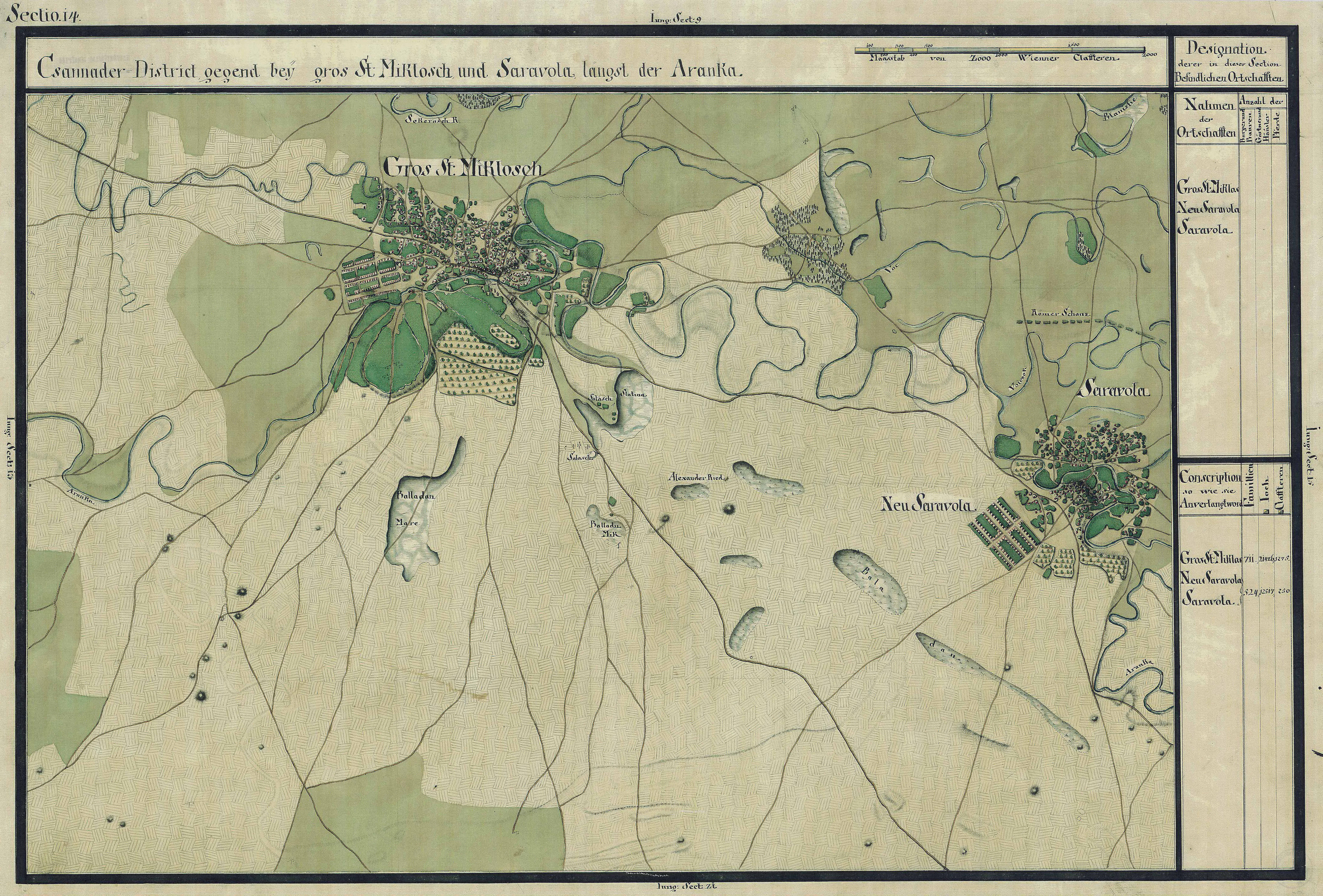
Sânnicolau Mare în Harta Iosefină a Banatului

La circa 10 km nord-est de Sânnicolau Mare se găsesc ruinele mănăstirii cisterciene de la Igriș.

## Sport

#### Baze sportive și de agrement
Pentru desfășurarea activităților, pe timp de iarnă și a sporturilor de sală, s-a construit Sala de Sport, care are ca destinație desfășurarea meciurilor de handbal fete și băieți, activitățile sportive ale elevilor din școli generale și licee, gimnastică și meciuri de fotbal. Pentru cazarea sportivilor s-a construit hotelul Sport și Căminul Sportiv.
Bazinul olimpic al Ștrandului termal și rece nu este folosit decât pentru activități de agrement și deloc pentru activitățile sportive. În anul 2002 s-a construit un kartodrom în partea de sud vest a orașului, unde se vor desfășura concursuri naționale și internaționale.
Hipodromul a fost construit în anul 1985, în partea de nord est a orașului, pe strada Țichindeal, având în dotare o pistă de concurs cu obstacole, tribună de arbitraj, tribună cu o capacitate de 400 de locuri, grajduri, clădire administrativă și un parc la intrare.

## Sănătate
Instituții sanitare
- Spitalul Sânnicolau Mare
- Policlinica Sânnicolau Mare
- Dispensarul medical Sânnicolau Mare
- Cabinete medicale: Sânnicolau Mare (unsprezece)
- Farmacii : Sânnicolau Mare (șapte)

## Politică și administrație
Orașul Sânnicolau Mare este administrat de un primar și un consiliu local compus din 17 consilieri. Primarul, Dănuț Groza[*], de la Partidul Național Liberal, este în funcție din 2008. Începând cu alegerile locale din 2024, consiliul local are următoarea componență pe partide politice:
|  | Partid                                 | Consilieri | Componența Consiliului | Componența Consiliului | Componența Consiliului | Componența Consiliului | Componența Consiliului | Componența Consiliului | Componența Consiliului | Componența Consiliului |
|  | -------------------------------------- | ---------- | ---------------------- | ---------------------- | ---------------------- | ---------------------- | ---------------------- | ---------------------- | ---------------------- | ---------------------- |
|  | Partidul Național Liberal              | 8          |                        |                        |                        |                        |                        |                        |                        |                        |
|  | Partidul Puterii Umaniste              | 3          |                        |                        |                        |                        |                        |                        |                        |                        |
|  | Alianța Dreapta Unită                  | 2          |                        |                        |                        |                        |                        |                        |                        |                        |
|  | Partidul Social Democrat               | 2          |                        |                        |                        |                        |                        |                        |                        |                        |
|  | Uniunea Democrată Maghiară din România | 1          |                        |                        |                        |                        |                        |                        |                        |                        |
|  | Alianța pentru Unirea Românilor        | 1          |                        |                        |                        |                        |                        |                        |                        |                        |

## Orașe înfrățite
Orașul Sânnicolau Mare este înfrățit cu următoarele localități:
- Makó, Battonya și Kazincbarcika din Ungaria.
- Burgkirchen an der Alz, din Germania.
- Potenza Picena, din Italia.

## Personalități
- Dușan Baiski (n. 1955), scriitor;
- Francisc Bárányi (1936-2016), medic, deputat, ministru;
- Béla Bartók (n. 1881-1945), compozitor;
- Hans Dama (n. 1944), scriitor, om de știință;
- Nikodemusz Elli (1923–1989)
- Ferenc Fenyves (1885–1935)
- Gheorghe Funar (1949) - senator, primar
- Péter Heim (1834–1904)
- Lipót Herman (1884-1972)
- Ion Hobana (1931-2011)
- Rabin Adolph Huebsch (1830-1884)
- Tatiana Ilcău [necesită citare]
- Espersit János (1879-1931)
- Ioan Jebelean (1943-2005)
- Werner Kremm (1951)
- Atanasie Lipovan (1874-1947) - profesor, compozitor, dirijor de cor
- Emil Madarász (1884–1962)
- Ödön Makai (1889–1937)
- Miklós Révai (1750-1807)
- Emilia Lungu-Puhallo (1853 - 1932), jurnalistă, învățătoare;
- Ioan Samoila [necesită citare]
- Anton Sterbling (1953) - sociolog
- Ioan Voichiță (1930)
- Savu Voichiță (1936)
- Octavian Andronic (n. 1946), jurnalist, caricaturist;
- Ioan Romoșan (n. 1952);
- Cristian Bălgrădean (n. 1988), fotbalist.

## Galerie foto

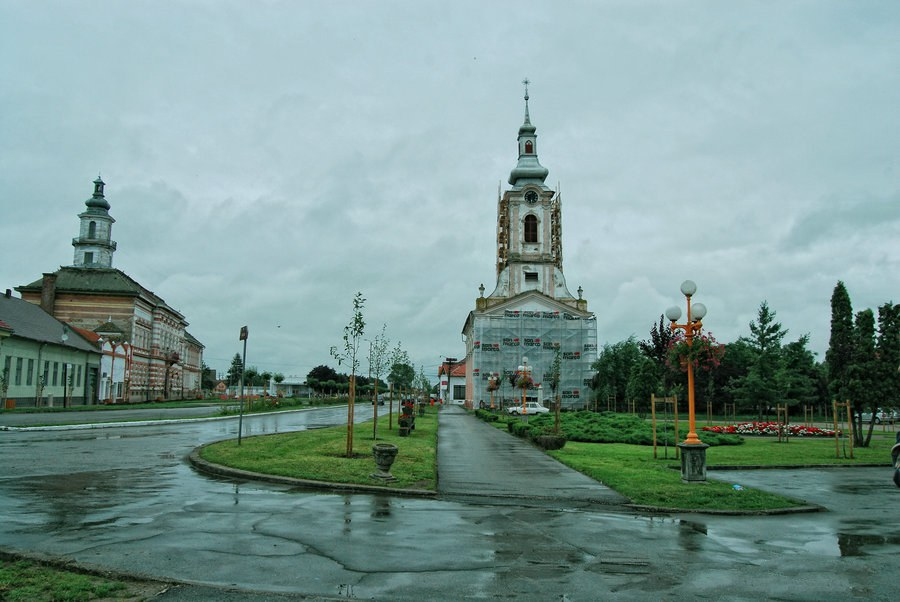
Biserica Sârbească
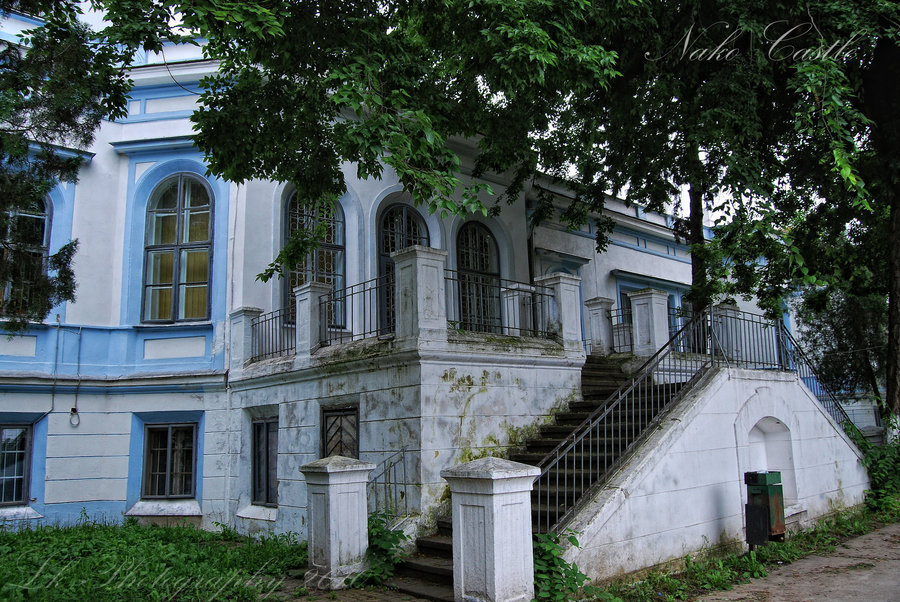
Castelul Nako
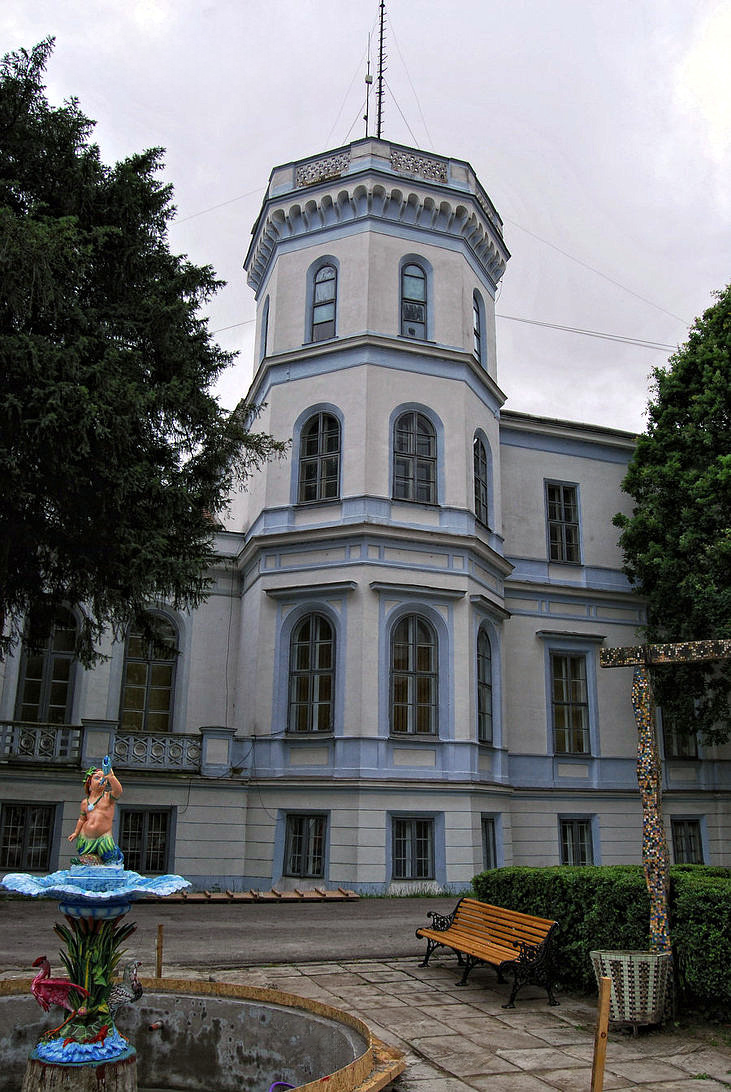
Castelul Nako
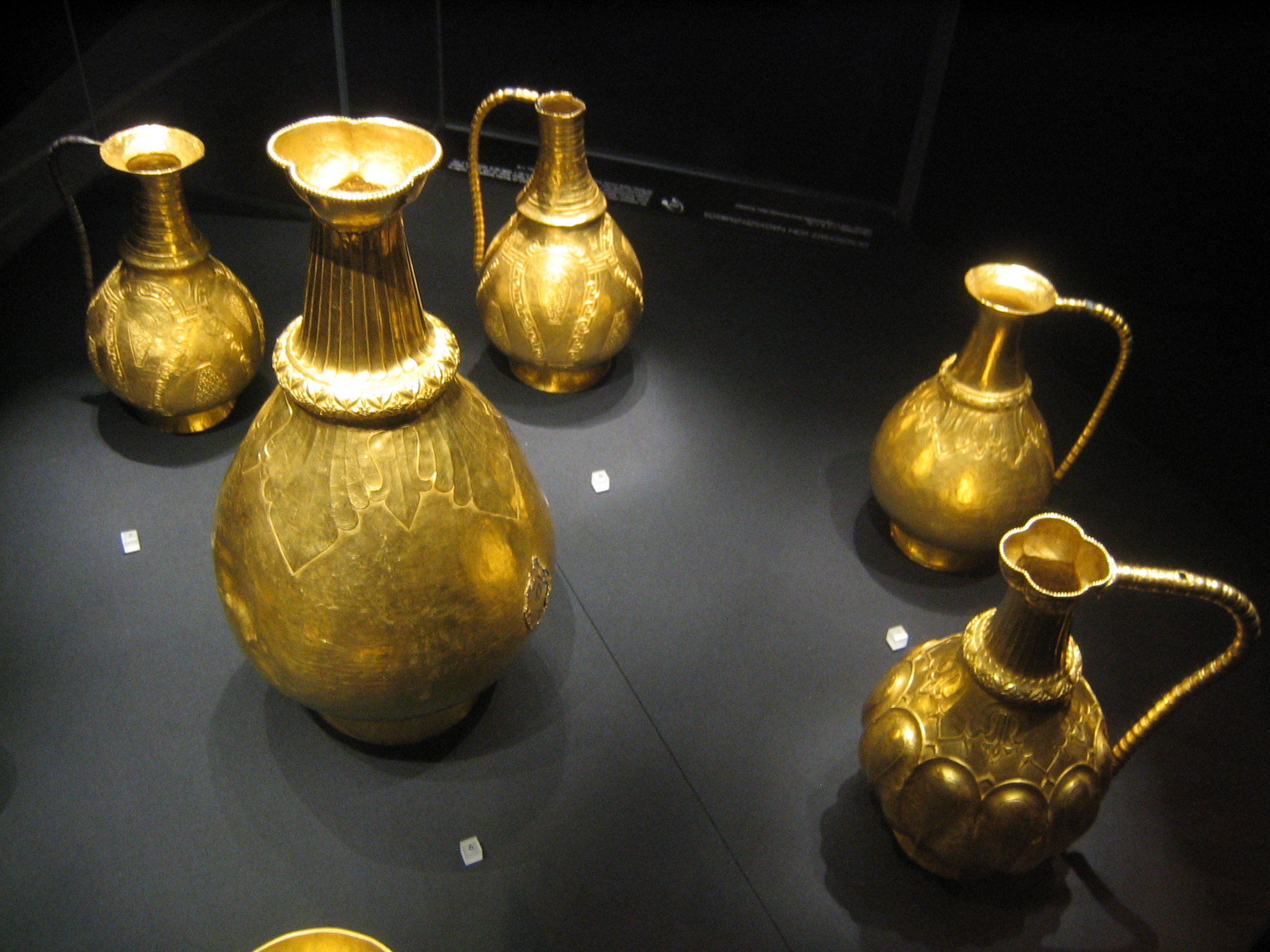
Tezaurul de la Sânnicolau Mare
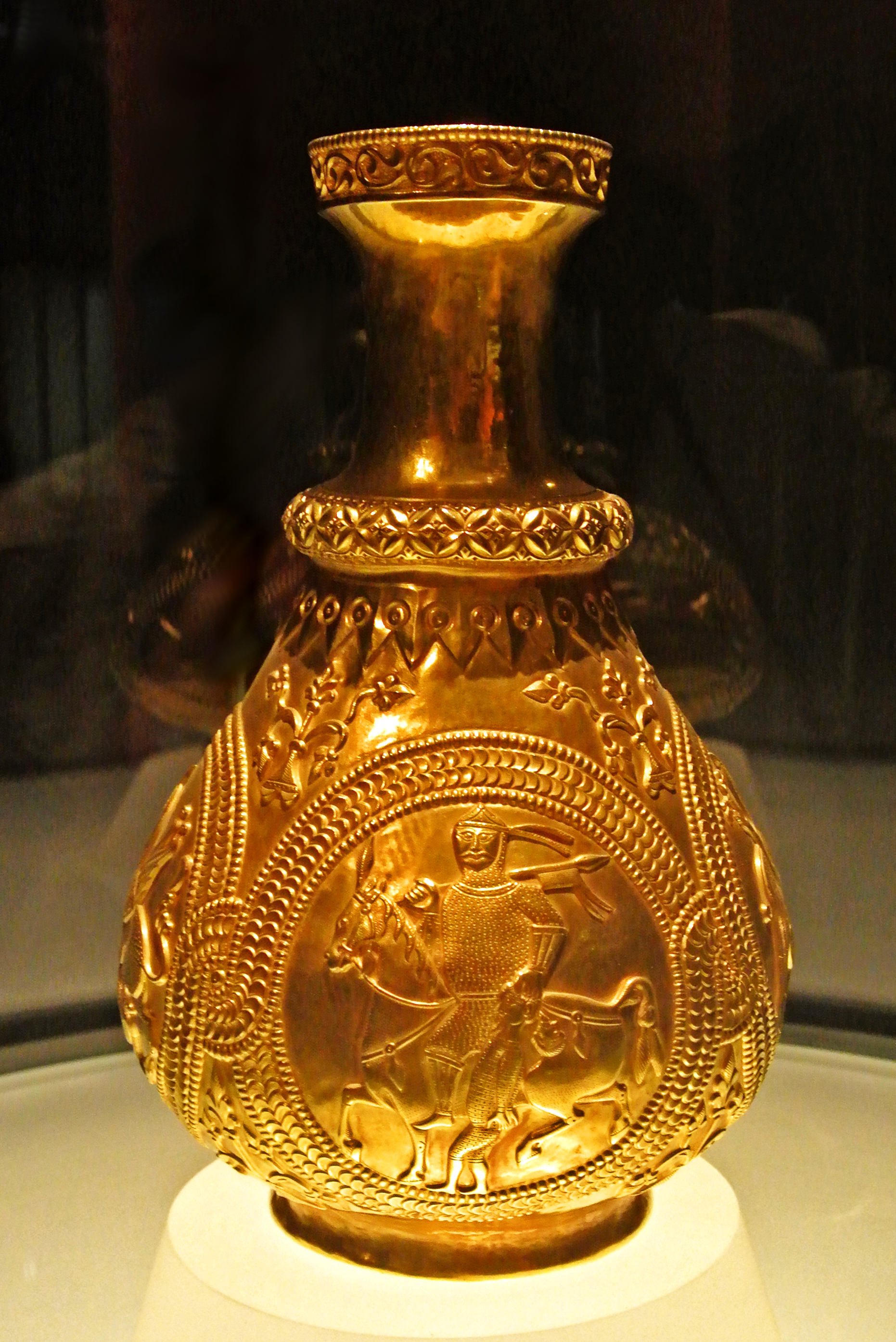
Tezaurul de la Sânnicolau Mare
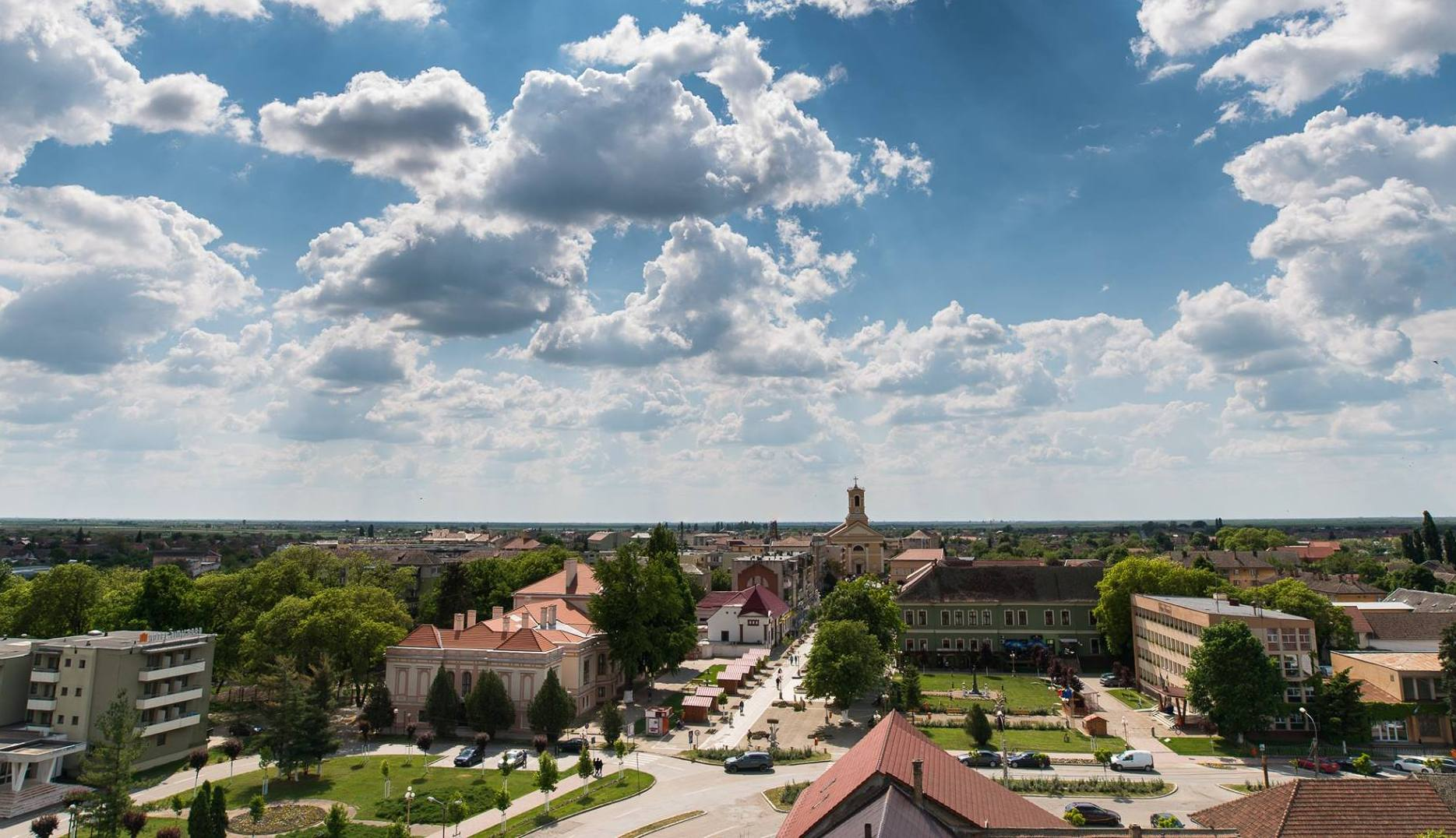
Panorama Sânnicolau Mare